# Otto Appel
Friedrich Carl Louis Otto Appel (Coburgo, 19 maggio 1867 – Berlino, 10 novembre 1952) è stato un agronomo e botanico tedesco.
Dal 1920 al 1933 fu direttore dell'Istituto di biologia imperiale dell'agricoltura e della silvicoltura, a Berlino-Dahlem, e lo rese un istituto di ricerca riconosciuto a livello internazionale.

## Pubblicazioni
- Die Pflanzkartoffel. Verlagsbuchhandlung Paul Parey Berlin 1918; 2. Aufl. 1920 = Landwirtschaftliche Hefte Nº 35.
- Die Zukunft des Pflanzenschutzes in Deutschland. En: Angewandte Botanik vol. 1, 1919, pp. 3–15
- Albrecht Conrad Thaer: Die landwirtschaftlichen Unkräuter. Farbige Abbildung, Beschreibung und Vertilgungsmittel derselben. 1ª ed. Berlín 1881. Edición revisada por Otto Appel: Verlagsbuchhandlung Paul Parey Berlin, 4. Aufl. 1923, 5. Aufl. 1927
- Pflanzenpathologie und Pflanzenzüchtung. En: Der Züchter Jg. 2, 1930, pp. 309–313

### Eponimi
- (Cyperaceae) Carex × appeliana Zahn
- (Lauraceae) Licaria appelii (Mez) Kosterm.